# Santa Maria i Sant Pere de Castell Rosselló
Santa Maria i Sant Pere de Castell Rosselló és l'antiga església parroquial del poble de Castell Rosselló, del terme comunal de la ciutat de Perpinyà, a la comarca del Rosselló, de la Catalunya del Nord.
És a l'extrem oriental del terme perpinyanenc, a tocar del termenal amb Canet de Rosselló.

## Història

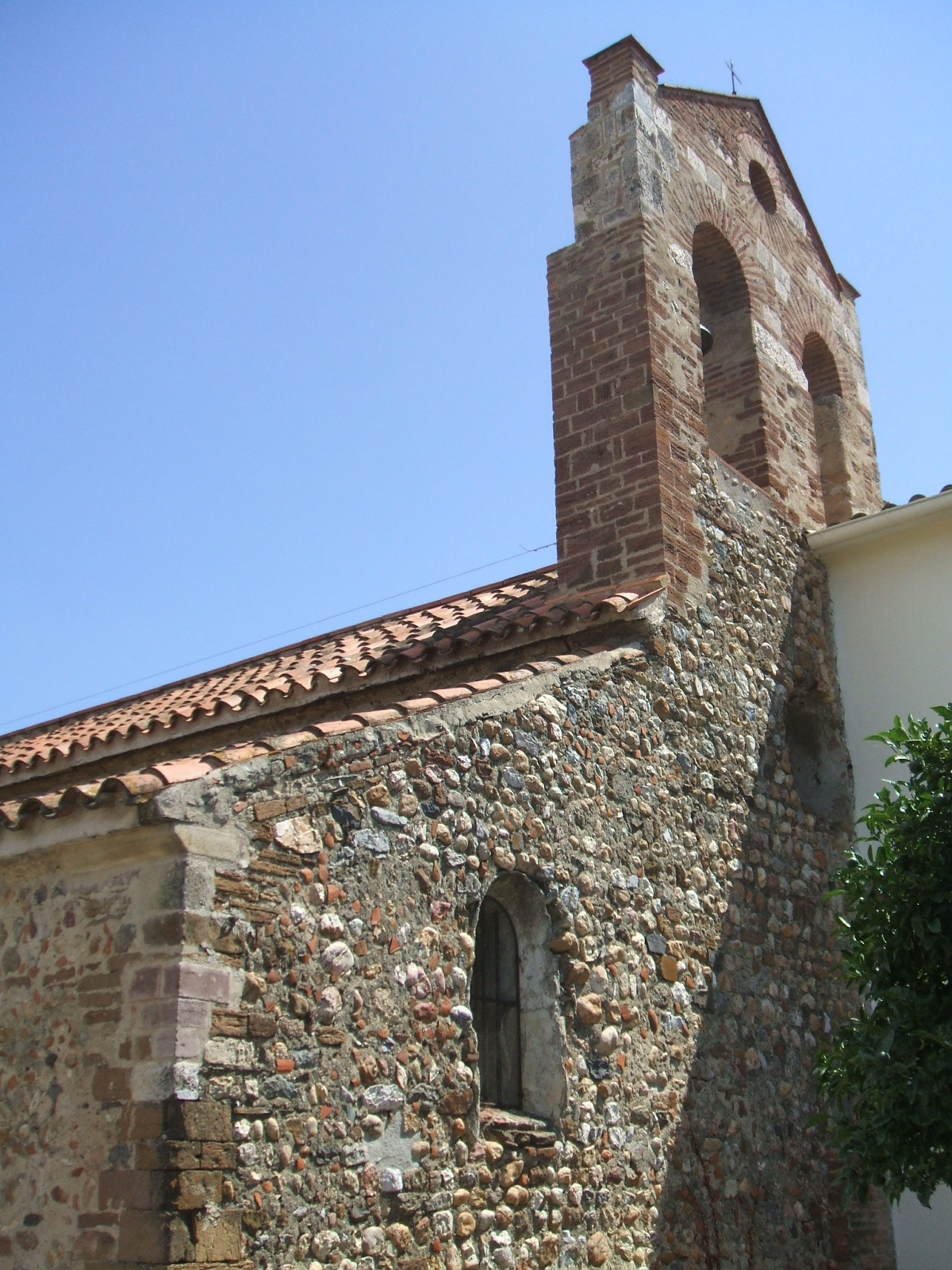
Façana oest de l'església

Documentada des del 1153, és esmentada el 1174 en el testament d'Arnau de Cabestany, pare del trobador Guillem de Cabestany. Els seus dos altars, i les seves dues advocacions, consten des del 1268 en el testament del seu rector, i canonge d'Elna, Felip. Del 1276 al 1285 consta com a rector de Santa Maria i Sant Pere de Castell Rosselló el que fou ardiaca del Conflent, Arnau de Serrallonga.

## L'edifici

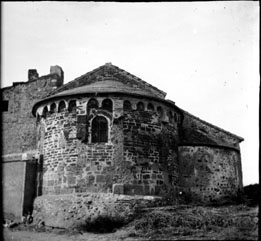
L'església, el 1909

L'església té dues naus, una per a cadascuna de les seves advocacions. La part més antiga, del segle xi, és feta amb còdols de riu, mentre que la del segle xii és de carreus ben tallats. Són de l'XI la nau nord, el basament de l'absis i part de les parets sud i oest. En canvi, la part superior de l'absis, els dos terços superiors de la meitat sud de l'església, el portal, i les ornamentacions llombardes dels absis són ja del XII.
L'església comptava, damunt de la façana occidental, amb un campanar d'espadanya que ha estat modernament refet, atès que havia pràcticament desaparegut del tot. També compta amb una inscripció funerària anterior al segle xi, amb el text següent (traduït del llatí): Us demano a tots els que entreu en el temple de Santa Maria que pregueu per l'ànima de Gildemir. Perquè obtingui la pau en Jesucrist.